# Ана Бешлић
Ана Бешлић (Бајмок, 16. март 1912 − Београд, 26. јануар 2008) била је српска и југословенска вајарка.

## Биографија
Рођена је у мешовитом браку оца Лазара, Буњевца и мајке Каролине, мађарско-буњевачког порекла. За живота се изјашњавала као Српкиња и Буњевка римокатоличке вере.
Школовала се у Загребу, Грацу и Бечу. Првобитно учила сликарство код Проф. Јеролима Мишеа у Загребу. Досељава се у Београд 1937. године а 1939. уписује вајарски одсек на Академији ликовних уметности код Проф. Сретена Стојановића. Рат проводи у Бајмоку а уметничко школовање наставља код истог професора од 1945. до 1947. године када је дипломирала. На постдипломским студијама била је од 1947. до 1949. код Проф. Томе Росандића, у чијој је Мајсторској радиници радила као сарадник од 1950. до 1955. Први пут приказује радове у Љубљани 1951. на изложби Савеза ликовних уметника ФНРЈ, а самостално у Суботици 1954. године. На студијском путовању 1952. борави у Паризу, а следеће године у Грчкој. Учествовала је 1957. на изложби савремене српске скулптуре, Галерија УЛУС-а, Београд, као и на бројним изложбама у земљи и иностранству. Један је од десет уметника који су излагали на првом Октобарском салону 1960 године.

## О скулптури
Ана Бешлић је брзо прешла пут од социјалистичког реализма према осавремењеном модернизму тако да се њено дело брзо развијало током друге половине педесетих година према слободној форми, а нарочити после изложбе Хенрија Мура која је одржана у Београду 1955. године. Током седме деценије она је достигла пуну зрелост облика који је попримио изразито аутентичну волуминозност допуњену монохромним партијама. Завршавајући овај скулпторски пут Ана Бешлић је форму свела готово на минималност изражавајући се више димензионим 'цртежом' него самим просторним обликом који је остао њен трајни начин пластичке експресије.

## Самосталне изложбе
- 1954. Градска галерија, Суботица
- 1959. Уметнички павиљон, Београд
- 1959. Јакопичев павиљон, Љубљана
- 1963. Градска галерија, Суботица
- 1963. Читаоница Културног центра, Београд
- 1967. Галерија културно-просветног центра, Суботица
- 1968. Библиотека, Бајмок
- 1970. Галерија Дома омладине, Београд
- 1973. Салон МСУ, Облик и боја, Београд
- 1973. Библиотека, Бајмок
- 1977. Народни музеј, Лабин
- 1979. Галерија културног центра, Варијације на тему портрета, Београд
- 1983. Градски музеј, ретроспективна изложба, Суботица
- 1983. Градски музеј, Поклон збирка Ане Бешлић, Суботица
- 1988. Галерија Културног центра, Јастуци, Београд
- 1997. Градски музеј, Бело, волим те бело, Градски музеј, Суботица

## Јавни споменици и скулптуре (избор)
- 1951. Скултура „Талија“, Летња позорница, Суботица
- 1955. Споменик жртвама фашизма - Мајка и дете, Александрово код Суботице
- 1958. Скултура „Композиција II“, Петроварадинска тврђава, Нови Сад
- 1961. Скулптура „Спојене форме“, парк виле Извршног Већа Србије, Београд
- 1966. Скулптура „Група“, испред Дома здравља, Нови Београд
- 1981. Скулптура „Плод“, Парк мира, Словењ Градец